# Megabulbus sansan
Megabulbus sansan är en spindelart som beskrevs av Michael Ilmari Saaristo 2007. Megabulbus sansan ingår i släktet Megabulbus och familjen dansspindlar.
Artens utbredningsområde är Israel. Inga underarter finns listade i Catalogue of Life.